# Emil Fiek
Emil Fiek (ur. 23 sierpnia 1840 r. w Usch (obecnie Ujście), zm. 21 czerwca 1897 r. w Cunnersdorf (obecnie Kunice, od 1922 r. w granicach Jeleniej Góry) – niemiecki farmaceuta i aptekarz oraz botanik, związany swymi pracami botanicznymi głównie ze Śląskiem i Sudetami.
Pochodził z rodziny aptekarza Hugona Fieka. Sam również wybrał ten zawód. Ukończył gimnazjum w Landsberg an der Warthe. W latach 1855–59 odbył obowiązkową praktykę w aptece w Halle a. Saale. W lipcu 1859 r. zdał egzamin asystencki i do 1863 r. pracował na stanowisku asystenta w różnych aptekach. Następnie uczęszczał na Uniwersytet Fryderyka Wilhelma w Berlinie, gdzie w maju 1865 r. zdał państwowy egzamin farmaceutyczny. Początkowo przez rok prowadził aptekę w Arnstadt w Turyngii. W 1867 r. przeniósł się na Śląsk, do Schweidnitz, a następnie do Reichenbach an der Eule.
W 1872 r., dzięki małżeństwu z córką aptekarza we Friedland N.S., przejął tamtejszą aptekę. W trosce o zdrowie żony sprzedał ją jednak po kilku latach i przeniósł się do Hirschberg (dziś Jelenia Góra), by w końcu osiąść w ówczesnym Cunnersdorf (od 1922 r. w granicach Jeleniej Góry, pol. Kunice - rejon tzw. Małej Poczty). Tam od 1885 r. był przez sześć lat naczelnikiem urzędu gminnego. Należał też do przedstawicielstwa gminy i gminnej rady kościelnej.
Botanika zainspirowała go wcześnie. Podczas szeregu podróży zwiedził Niemcy, Austrię, Szwajcarię, Włochy, Węgry i Krym, jednak podstawowym terenem jego działalności naukowej stał się Śląsk. Już pobyty w Świdnicy, Dzierżoniowie i Mieroszowie wykorzystał do badań botanicznych tamtejszych terenów, a wynikiem tych badań była „Flora von Friedland” zamieszczana w kolejnych tomach opracowań przyrodniczych towarzystwa naukowego w Görlitz ("Abhandlungen der natur-forschenden Gesellschaft in Görlitz"). Kiedy sprzedał swoją aptekę, na miejsce zamieszkania wybrał Jelenią Górę tylko dlatego, że Karkonosze wydały mu się najbardziej produktywnym polem dla jego dalszych badań botanicznych. Z Jeleniej Góry wędrował zresztą nie tylko po całych Karkonoszach, ale docierał też do najdalszych zakątków całej prowincji śląskiej.
Wielkie poświęcenie, a także jego znajomość z doświadczonym przyrodnikiem Rudolfem von Uechtritz, który konsultował jego prace, pozwoliły Fiekowi opublikować w 1881 r. rozległe dzieło poświęcone śląskiej florze – „Flora von Schlesien, preussischen und österreichischen Antheils”. W następnych latach na łamach „Jahresbericht der Schlesischen Gesellschaft für vaterländische Kultur” publikowane były uzupełnienia do tego dzieła, które po śmierci von Uechtritza kontynuował Fiek początkowo samodzielnie, a później we współpracy z F. Paxem i T. Schube.
W roku 1880 był jednym z założycieli Riesengebirgsverein, dla którego głównego organu – „Der Wanderer im Riesengebirge” – napisał szereg artykułów. Po śmierci Theodora Donata w roku 1890 został prezesem tego Towarzystwa.
Zmarł nagle, na skutek powikłań wynikłych z zapalenia płuc, jakiego nabawił się podczas jednej z wycieczek górskich.
Na jego cześć von Uechtritz jednemu z wyróżnionych przez siebie gatunków jastrzębca nadał nazwę Hieracium fieki (= H. corymbosum Fries). Duża część zbiorów zielnikowych Fieka zachowała się we Wrocławiu, a ich duplikaty – w Berlinie, Göteborgu i Petersburgu.